# Амосов Микола Михайлович
Амо́сов Мико́ла Миха́йлович (6 (19) грудня 1913 у селі Ольхово Ольховської волості Череповецького повіту Новгородської губернії (сучасний Череповецький район Вологодської області; село затоплено Рибинським водосховищем), Російська імперія — 12 грудня 2002, Київ, Україна) — радянський та український лікар російського походження, науковець в галузі медицини та біокібернетики, громадський діяч, академік Національної академії наук України (1969) та Академії медичних наук України (1993), лауреат Ленінської премії (1961), Державної премії УРСР в галузі науки і техніки (1978, 1988) і Державної премії України в галузі науки і техніки (1997). Директор Інституту серцево-судинної хірургії (1983–1988). Доктор медичних наук (1953), Герой Соціалістичної Праці (1973). Почесний громадянин Києва.
М. М. Амосов — автор понад 400 наукових праць, у тому числі 19 монографій. Низку його книг перевидано в США, Японії, Німеччині, Болгарії. У створеному ним інституті підготовлено 40 докторів і понад 150 кандидатів наук, багато хто з них згодом очолив великі наукові центри.
Микола Михайлович широко відомий як письменник. Його повісті «Думки та серце», «Записки з майбутнього», «ППГ-2266», «Книга про щастя та нещастя» неодноразово видавалися в Україні та за кордоном.
Депутат Верховної Ради СРСР 6–9-го скликань. Він був відзначений багатьма високими урядовими нагородами СРСР і України. У 2003 році Інституту серцево-судинної хірургії Академії медичних наук України було надано ім'я Миколи Амосова.
У 2008 році він був визнаний другим після Ярослава Мудрого великим українцем за підсумками опитування громадської думки «Великі українці».

## Біографія
Народився в сім'ї селян. Мати була повитухою, працювала в селі неподалік від міста Череповець. Батько пішов на Першу світову війну 1914 року, а коли повернувся, то незабаром покинув сім'ю. З 12 до 18 років навчався в Череповці у школі, потім у механічному технікумі.
З 1932 року працював у Архангельську, начальником зміни робітників на електростанції при лісопильному заводі. У 1934 році розпочав навчання в Заочному індустріальному інституті. 1935 року вступив до Архангельського медичного інституту, який закінчив з відзнакою у 1939 році. Сумісно з роботою в медицині, продовжував навчання в заочному інституті. Темою для диплому обрав проєкт великого аероплана з паровою турбіною.
У 1940 році отримав диплом інженера «із відзнакою». Після закінчення інституту і до початку німецько-радянської війни працював хірургом лікарні в Череповці. Працював у комісії з мобілізації, а через деякий час призначений головним хірургом у Польовий пересувний госпіталь. Після того працював хірургом у Москві.
У 1952 році переїхав до України в Київ, де прожив 49 років. У Києві Микола Михайлович Амосов захопився вивченням кардіохірургії, яка принесла йому всесвітню славу. У березні 1953 року захистив докторську дисертацію з медицини на тему «Резекції легень при туберкульозі». У 1955 році він вперше в Україні почав лікування вад серця хірургічним методом, в тому ж 1955 році створив та очолив першу в країні кафедру грудної хірургії для вдосконалення лікарів. Потім з неї виділилася перша в Україні кафедра анестезіології, яка була створена після перших в країні курсів анестезіології, організованих Миколою Амосовим. У 1958 році Микола Михайлович одним з перших в Радянському Союзі інтегрував у практику метод штучного кровообігу, та почав співпрацювати з Інститутом кібернетики в галузі фізіологічних досліджень серця.
У 1963 році Микола Амосов першим в СРСР провів протезування митрального клапану, а в 1965 році створив і вперше в світі упровадив в практику антитромботичні протези серцевих клапанів. Миколою Михайловичем Амосовим створено цілий ряд нових методів хірургічного лікування пороків серця, оригінальні моделі апаратів штучного кровообігу.
З 1959 року по 1990 рік Микола Михайлович очолював відділ біологічної кібернетики Інституту кібернетики НАН України. У 1960-1970-х роках займався дослідженням та проєктуванням систем штучного інтелекту. Створив разом із колегами в Інституті Кібернетики перші у світі автономні роботи, керовані штучною нейронною мережею.
Під керівництвом Миколи Михайловича Амосова були проведені фундаментальні дослідження систем саморегуляції серця і розробка питань машинної діагностики хвороб серця, розробка і побудова фізіологічної моделі «внутрішнього середовища організму», моделювання на ЕОМ (комп'ютерах) основних психічних функцій і деяких соціально-психологічних механізмів поведінки людини. Нетрадиційність підходу, оригінальні погляди М. М. Амосова отримали широке визнання у нас в країні і за кордоном. За дослідження в області біокібернетики у 1978 р. і 1997 р. його удостоєно Державної премії України.
Клініку серцевої хірургії, яку очолював Микола Михайлович Амосов, у 1983 році реорганізували в Київський науково-дослідний інститут серцевої хірургії. Щороку в інституті проводиться близько 3000 операцій на серці, в тому числі близько 2000 зі штучним кровообігом. Ведеться розробка найважливіших проблем серцевої хірургії. М. М. Амосов був першим директором а з 1988 року — почесним директором інституту.
З часом наукові дослідження Амосова, за його власними словами, сформувались у такі напрямки:
- Регулюючі системи організму — від хімії крові, через ендокринну і нервову системи до кори мозку.
- Механізми розуму і штучний інтелект.
- Психологія і моделі особистості.
- Соціологія і моделі суспільства.
- Глобальні проблеми людства.

У 1962 році обраний членом-кореспондентом Академії медичних наук СРСР. У тому ж році отримав Ленінську премію, обраний депутатом Верховної Ради СРСР. З 1969 року — академік Академії Наук УРСР.
У створеному ним інституті серцево-судинної хірургії підготовлено понад 40 докторів і понад 150 кандидатів наук, багато з яких очолюють великі наукові центри. М. М. Амосов був членом президії правління Українського суспільства хірургів і кардіологів, Міжнародної асоціації хірургів і кардіологів, Міжнародної асоціації хірургів і Міжнародного товариства серцево-судинних хірургів, Міжнародного товариства медичної кібернетики, Наукової ради з кібернетики України, членом редколегії, редакційних рад низки вітчизняних і зарубіжних журналів.

Свою наукову роботу М. М. Амосов поєднував з великою суспільною діяльністю, був депутатом Верховної Ради СРСР п'яти скликань.

Надгробок Миколи Амосова на Байковому кладовищі в Києві

Помер 12 грудня 2002 року від інфаркту міокарда. Похований на Байковому кладовищі в Києві (ділянка № 52а). 12 грудня 2003 року встановлений надгробний пам'ятник. Автори — скульптори Олександр Дяченко, Костянтин Чудовський.

## Факти з життя
У 1960-х — початку 1970-х років Микола Михайлович, захворівши на туберкульоз, лікувався в Старокримському санаторії. Повністю вилікувавшись від недуги, організував там пульмонологічне хірургічне відділення. Неодноразово приїжджаючи на два-три місяці в Старий Крим до своїх родичів, Амосов привозив з собою своїх учнів і навчав їх лікувати хворих на туберкульоз. Сам неодноразово робив операції, як у санаторії, так і в Старокримській міській лікарні.
Зі спогадів І. К. Мельникова, який працював у той час лікарем:

| Був Амосов дуже простою людиною — без будь-якого апломбу і зарозумілості. Коли я працював лікарем і не знав ще в обличчя Амосова, одного разу, вийшовши з корпусу з медичними журналами, наказав йому, який скромно стояв біля корпусу, віднести ці журнали в адміністрацію санаторію. Амосов мовчки взяв ці журнали і так само мовчки відніс їх за призначенням. Наступного дня на нараді у головлікаря, де був присутній і я, і Амосов, Микола Михайлович, ніби між іншим, зауважив: «А мене, професора, тут вже зробили кур'єром …» |
Про широту інтересів Амосова свідчить такий приклад: у своїх перших книгах він цитує неопубліковані на той момент вірші Бориса Чичибабіна: у «Думках і серце» (1964) — «Махорку» (опублікована у зб. «Гармонія» у 1965 році), в «Записках з майбутнього» (1965) — «Червоні помідори» (опубліковані вперше за 24 роки — у зб. «Дзвін» у 1989 році).

## Сім'я
Дружина — Денисенко Лідія, закінчила Київський медичний інститут, працювала хірургом, фізіотерапевтом. Дочка — Катерина Миколаївна (нар. 1956 року), доктор медичних наук, член-кореспондент Української медичної академії. Онука — Анна.

## Книги
Микола Михайлович Амосов — автор понад 400 наукових публікацій та 19 монографій. Ряд монографій перевидані в США, Японії, Німеччині, Болгарії.
Його книги «Думки та серце», «Записки з майбутнього», «ППГ-2266», «Книга про щастя та нещастя» неодноразово видавалися вітчизняними видавництвами і за кордоном.
- 1964 — «Мысли и сердце»
- 1965 — «Записки из будущего»
- 1969 — «Искусственный разум»
- 1975 — «ППГ 2266 (Записки полевого хирурга)»
- 1977 — «Раздумья о здоровье»
- 1979 — «Здоровье и счастье ребенка»
- 1979 — «Алгоритмы разума»
- 1983 — «Книга о счастье и несчастьях»
- 1996 — «Преодоление старости»
- 1997 — «Моя система здоровья»
- 1998 — «Голоса времен»
- 2000 — «Размышления»
- 2002 — «Энциклопедия Амосова»
- 2003 — «Моё мировоззрение»

### Видання українською
- Микола Амосов. Здоров'я. — ДСГ, 2005. — 120 с.
- Микола Амосов. Роздуми про здоров'я. — Київ, Здоров'я, 1990. — 168 с.

«Книгу про щастя та нещастя», «ППГ-2266», «Здоров'я і щастя дитини» та «Записки з майбутнього» переклала українською Тамара Малашок. Її переклади опубліковані на сайті «Микола Амосов. Світогляд».

### Видання російською
- Амосов Н. М. Очерки торакальной хирургии / Н. М. Амосов. — Київ, 1958. — 708 с.
- Амосов Н. М. Голоса времен: Воспоминания / Н. М. Амосов. — Київ: Оранта-Прес, 1998—491 с.
- Амосов Н. М. Энциклопедия Амосова. Алгоритм здоровья. Человек и общество / Н. М. Амосов. — Москва: ООО «Издательство АСТ», 2003. — 464 с.

## Пам'ять

Меморіальна дошка на честь Амосова у Києві

У 2000 році він увійшов у першу десятку особистостей, які визначили вигляд України у ХХ столітті.
У 2003 році:
- Національною академією наук України засновані:
  - Премія НАН України імені Амосова Миколи Михайловича в медицині, яка вручається Відділенням біохімії, фізіології і молекулярної біології НАН України за видатні наукові роботи в галузі кардіо- та судинної хірургії і трансплантології;
  - Премія НАН України імені Амосова Миколи Михайловича у галузі кібернетики, яка вручається Відділенням інформатики НАН України за видатні роботи в галузі біокібернетики, проблем штучного інтелекту та розробки нових інформаційних технологій
- в Києві на вулиці Богдана Хмельницького, 42, де в 1971—2002 роках жив і працював науковець, встановлено меморіальну дошку (бронза; барельєф; скульптор Григорій Хусід)[17].

На його честь названо астероїд 2948 Амосов, відкритий 8 жовтня 1969 року в Криму.
2013-й рік за рішенням ЮНЕСКО оголошено роком Миколи Амосова.
Верховна Рада України постановила оголосити 2013 рік роком Миколи Амосова у галузі медицини та відзначити на державному рівні 100-річчя з дня його народження.
Його ім'я перебуває поряд із Гіппократом, Миколою Пироговим, Робертом Кохом, Зигмундом Фрейдом, Володимиром Бехтерєвим, які входять до списку ста великих лікарів людства.

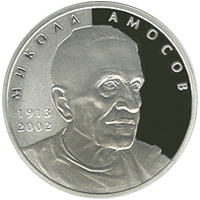
Реверс срібної монети 5 гривень,
Національний банк України, 2013

26 листопада 2013 року — Національний банк України у серії «Видатні особистості України» випустив срібну ювілейну монету «Микола Амосов» номіналом 5 гривень, з посвятою «легенді світової науки, видатному вченому в галузі медицини та біокібернетики, громадському діячеві, академіку Національної академії наук та Академії медичних наук України, засновнику і директорові Інституту серцево-судинної хірургії — Миколі Михайловичу Амосову. Микола Амосов врятував тисячі людей завдяки великій любові до них, почуттю відповідальності за їх життя».
6 грудня 2013 року в день 100-річчя із дня народження М. М. Амосова у м. Старий Крим на території районної лікарні ім. М. М. Амосова відкриті пам'ятник роботи Івана Кавалерідзе та кімната-музей видатного кардіохірурга.
Документальний фільм Таймураза Золоєва «Микола Амосов», Міністерство охорони здоров'я України, Науковий токсикологічний центр імені академіка Л. І. Медведя, 2013 — переможець XII Київського міжнародного фестивалю документальних фільмів у номінації «Документальні кінопортрети. Ретроспектива».
Документальний фільм «Амосов: Сторіччя». Режисер — Сергій Лисенко, оператор — Андрій Лисецький, генеральний продюсер — Катерина Амосова. Компанія — «Generator Films», 2013.

#### Назви вулиць
- У Києві є вулиця Миколи Амосова.
- У м. Бровари 2015 року вулицю Щорса перейменовано на вулицю Академіка Амосова.[25]
- У м. Вінниця 28 грудня 2015 року вул. Медведєва перейменовано на вул. Миколи Амосова[26] (цікавий факт, що парадний вхід до Вінницького національного медичного університету імені Миколи Пирогова — вулиця Пирогова 56, а в'їзд до двору університету — з вулиці Миколи Амосова).
- У м. Харків 2 лютого 2016 року вул. Корчагінців перейменовано на вул. Амосова[27]
- У м. Костопіль 17 листопада 2016 року вул. Лобача перейменована на вул. Миколи Амосова.
- У м. Первомайськ 2016 року вул. Луначарського перейменували на вул. Академіка Амосова.
- У селищі Врадіївка 02.06.2022 року вул. Ломоносова перейменована на вул. Академіка Амосова.
- У м. Хмельницький 2016 року вул. Дем'яна Коротченка перейменована на вулицю Миколи Амосова.
- У м. Татарбунари 2024 року вул. Леона Попова перейменована на вулицю Амосова Миколи.
- У м. Сіверськодонецьк 19 січня 2024 року вул. Менделєєва перейменована на вулицю Миколи Амосова.
- Провулок Миколи Амосова у Хмельницькому та Вінниці.